# Oratorio della Madonna del Carro
L'ex oratorio della Madonna del Carro si trova a Firenze, tra via Desiderio da Settignano e via di Corbignano.

## Storia e descrizione
L'oratorio venne eretto verso il 1698, sul luogo di un più antico tabernacolo ( XVI secolo), per iniziativa del reverendo Matteo di Domenico Betti, la cui famiglia ne era proprietaria. Fece da chiesetta del piccolo borgo di Corbignano; si dice che all'interno custodisse una Madonna della bottega dei Della Robbia ( attribuita ad Andrea Della Robbia), in terracotta invetriata.  Quel che accadde alla graziosa,  immagine votiva è immerso nel mistero; si ipotizza che alla fine dell'Ottocento sia stata venduta ad un antiquario straniero. Oggi, all'interno dell'oratorio, si trova probabilmente una copia dell'opera d'arte.
Sconsacrata in seguito, è oggi un'abitazione privata, ed è stata restaurata nel 2010 dagli attuali proprietari.